# Grube Wilhelm (Eschweiler)
Die Grube Wilhelm war eine Steinkohlenschachtanlage bei dem erst Weisweiler, seit 1972 Eschweiler Stadtteil Wilhelmshöhe. Die Grube gab dem auf einer Anhöhe liegenden Ort seinen Namen. Der Schacht hieß "Wilhelm" nach Herzog Wilhelm V. von Jülich-Kleve-Berg aus dem 16. Jahrhundert. Die hier hervortretenden Kohlevorkommen nutzten bereits die Freiherren von Palant und die Grafen von Hatzfeld. Letzte Eigentümerin war Christine Englerth, und 1856 begann der Eschweiler Bergwerksverein EBV mit dem Kohleabbau. Jedoch schon 1874 musste die Grube wegen wiederholter Wassereinbrüche geschlossen werden.